# Yacimientos neolíticos del Valle de Ambrona
Para los yacimientos paleontológicos cercanos, véase Yacimientos de Torralba y Ambrona.

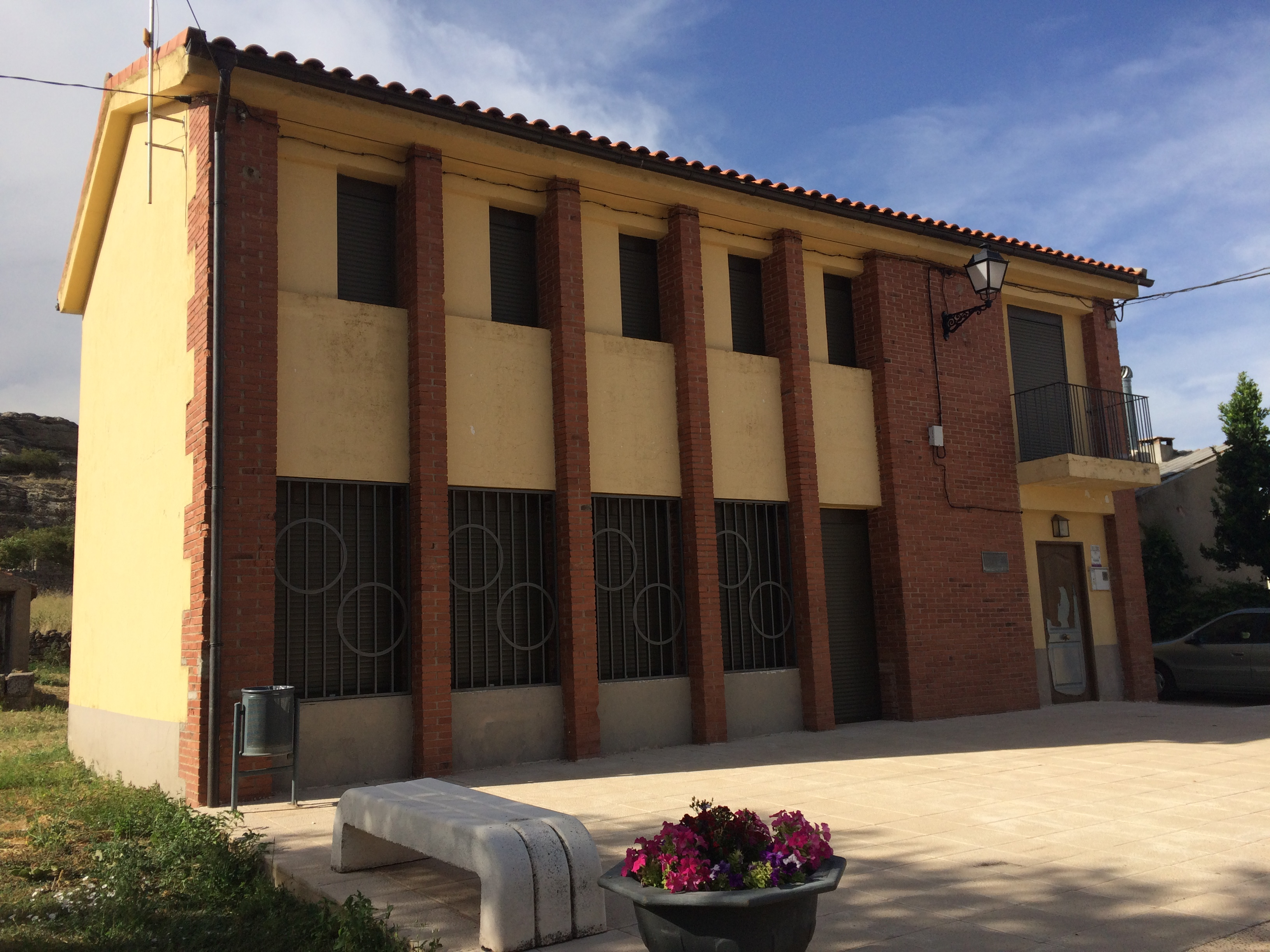
Museo arqueológico del Valle de Ambrona.

Los yacimientos neolíticos del Valle de Ambrona son el resultado de las excavaciones arqueológicas realizadas durante casi veinte años, a partir de 1994, en el Valle de Ambrona, en las cercanías de las poblaciones de Ambrona y Miño de Medinaceli, Soria, en las que se descubrieron restos de poblados, tumbas monumentales y pinturas del Neolítico. En agosto de 2009 se inauguró en Miño de Medinaceli el Museo del Valle de Ambrona, en el edificio que ocupó la antigua escuela, en el que se muestran maquetas, dioramas y un audiovisual que explican los yacimientos.
En febrero de 2012 se inauguró en el Museo Numantino de Soria una nueva sala de 48 m² dedicada a la exposición de los hallazgos más importantes de las excavaciones.

## Primeros hallazgos y prospección
Después de una primera visita en 1993 durante la que se descubrieron evidencias de la existencia de un enterramiento prehistórico, se iniciaron las actividades arqueológicas en 1994 con una primera campaña de excavación en el monumento funerario de La Peña de la Abuela, en la pedanía de Ambrona, municipio de Miño de Medinaceli. A partir de estos primeros descubrimientos, se diseñó en 1995 el Plan Integral del Valle de Ambrona, que fue ejecutado durante casi una década bajo la dirección del profesor Manuel Ángel Rojo Guerra del Departamento de Prehistoria de la Facultad de Filosofía y Letras de la Universidad de Valladolid, y del profesor Michael Kunst del Instituto Arqueológico Alemán de Madrid, en el valle del mismo nombre.
Posteriormente y con objeto de localizar y registrar todos los posibles yacimientos arqueológicos que fuera posible se realizó en 1997 y 1998 una prospección intensiva en una estrecha franja de terreno de unos 15 kilómetros de largo por 1,5 de ancho a lo largo de todo el Valle de Ambrona que dio como resultado la localización de 107 estaciones prehistóricas, a partir de cuyo análisis se desarrollaron las excavaciones posteriores. Entre estas destaca un importante conjunto de poblados del Neolítico Antiguo al aire libre (11 ejemplos) y una treintena de estructuras tubulares que albergaban sepulcros colectivos. A partir de estas evidencias se planteó un programa de actuaciones arqueológicas que permitiera el conocimiento de los restos de asentamientos y tumbas de los primeros pobladores del Holoceno que ocuparon el valle.
Los yacimientos arqueológicos del Valle de Ambrona pueden dividirse aquí en dos grupos: los poblados neolíticos, con sus característicos "campos de hoyos" —incluyendo en este grupo al abrigo rocoso denominado "Abrigo de la Dehesa"— y las tumbas monumentales, descritas como del tipo de "tumbas calero".

## Tumbas monumentales

### Túmulo de la Peña de la Abuela
En otoño de 1993, los arqueólogos Manuel A. Rojo y Elena Heras, repararon en una mancha oscura aproximadamente circular que se dibujaba sobre la superficie arada del terreno en las cercanías de la población de Ambrona, a 1,4 km en dirección SSE, en el paraje conocido como "La Lámpara". El examen en superficie, así como del material que los agricultores habían ido encontrando y apartando a un lado para facilitar la labranza evidenció la existencia de un yacimiento. Los lugareños recordaban haber retirado y roto un monolito, tradicionalmente denominado "Peña de la Abuela" que pudo tener función de señalización del monumento funerario en el pasado. Una primera campaña de intervención en 1994 confirmó la importancia del yacimiento.
En el yacimiento se encontraron bloques de la estructura de una tumba construida mediante un procedimiento de hiladas circulares y concéntricas o tholos, enteramente de piedra caliza, por lo que se evidencia que fue concebida desde el principio para ser clausurada mediante un importante fuego, como demuestran las evidencias de incendio con restos humanos carbonizados incrustados y un nivel compuesto por una potente costra de cal, compatible con la existencia de una "tumba calero" neolítica. Con los restos humanos, se localizaron ofrendas características de los ajuares funerarios megalíticos, tales como microlitos geométricos, láminas de sílex con diversas funciones utilitarias, hachas pulimentadas, ídolos-espátulas, cuentas de collar, etc.

#### Las "tumbas calero"

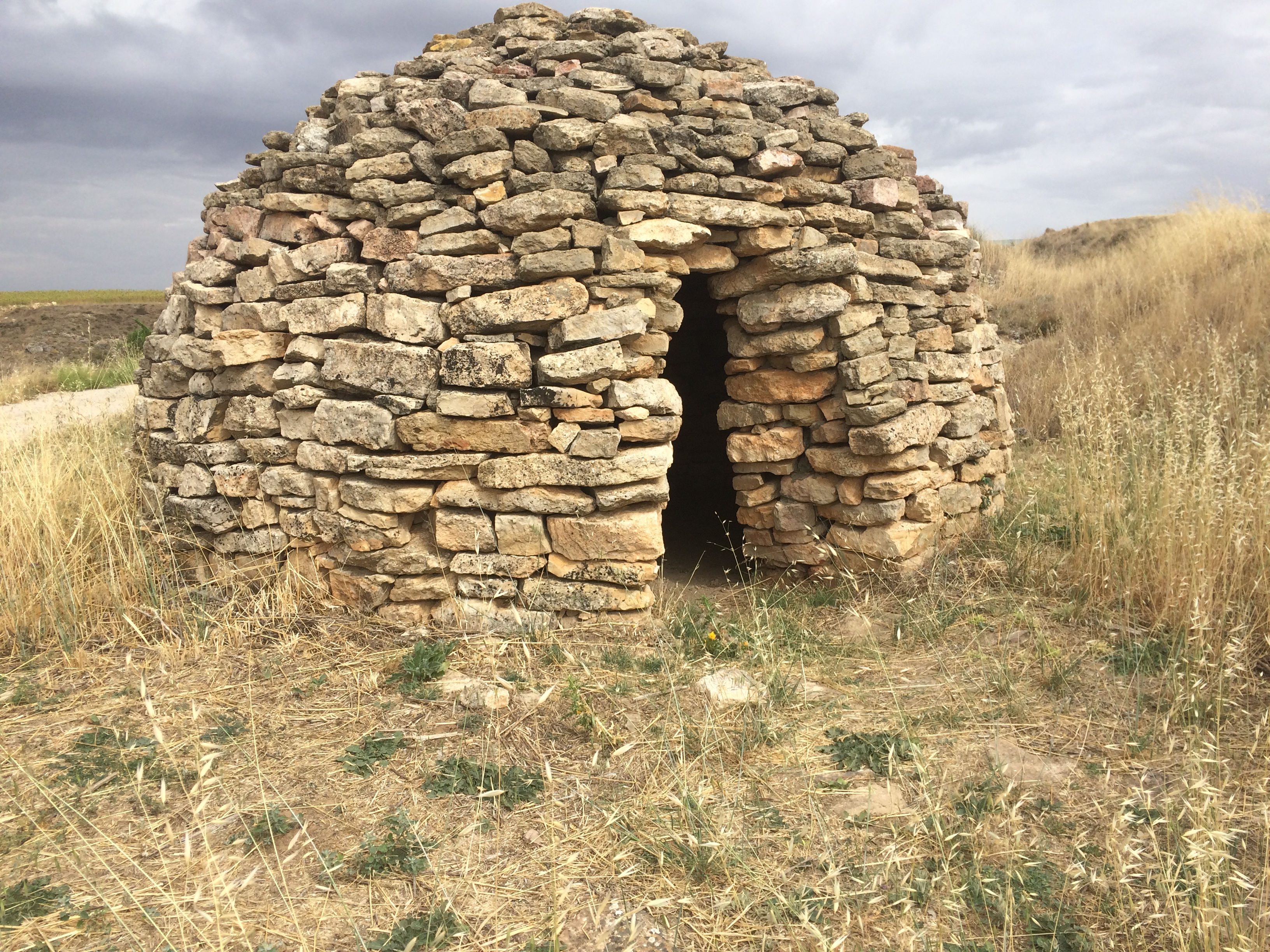
Reconstrucción de "tumba calero". Ambrona (Soria).

Las tumbas calero se han definido como panteones colectivos albergados en estructuras de piedra caliza de planta aproximadamente circular, construidas mediante una sucesión de hiladas concéntricas rematadas en una falsa cúpula que, después de ser utilizados durante un tiempo, son clausurados mediante un incendio ritual que reduce la estructura a una placa gruesa de cal viva que es posteriormente apagada con abundante agua, quedando completamente solidificada sobre el enterramiento.

### Túmulo de la Sima
La segunda tumba monumental excavada en el Valle de Ambrona —con intervenciones en 1999, 2000 y 2001—, fue el sepulcro monumental denominado "Túmulo de la Sima". Los trabajos de campo se realizaron a lo largo de tres campañas durante los veranos de 1999, 2000 y 2001. Los descubrimientos y la secuencia estratigráfica del yacimiento hacen del Túmulo de la Sima un hallazgo único y excepcional en el marco peninsular, ya que se encontraron evidencias de reutilizaciones del monumento funerario en dos fases de enterramientos en el periodo Neolítico y una fase en el Campaniforme, así como vestigios de reutilizaciones e intrusiones posteriores.
El descubrimiento de un gran manto de cal en la base del Túmulo de la Sima, muy semejante al descubierto en la Peña de la Abuela, distante solo unos kilómetros, permite calificar el monumento, por lo menos en su fase inicial, como una tumba calero.
Este yacimiento está situado en el paraje denominado "La Sima", a unos pasos al oeste de la Laguna de la Sima, al pie de las estribaciones más septentrionales de Sierra Ministra, en la margen izquierda del Arroyo Madre, que vierte al río Bordecorex a dos kilómetros al suroeste del núcleo poblacional de Miño de Medinaceli, a escasos cien metros de donde la carretera provincial SO-P-4263 sale de la SO-P-4162 hacia la Ventosa del Ducado, de la que el yacimiento dista unos tres kilómetros y medio, exactamente en las coordenadas 41º10'37" N, 2º32'25" O, a unos 1140 m s. n. m.

#### Fases de enterramiento

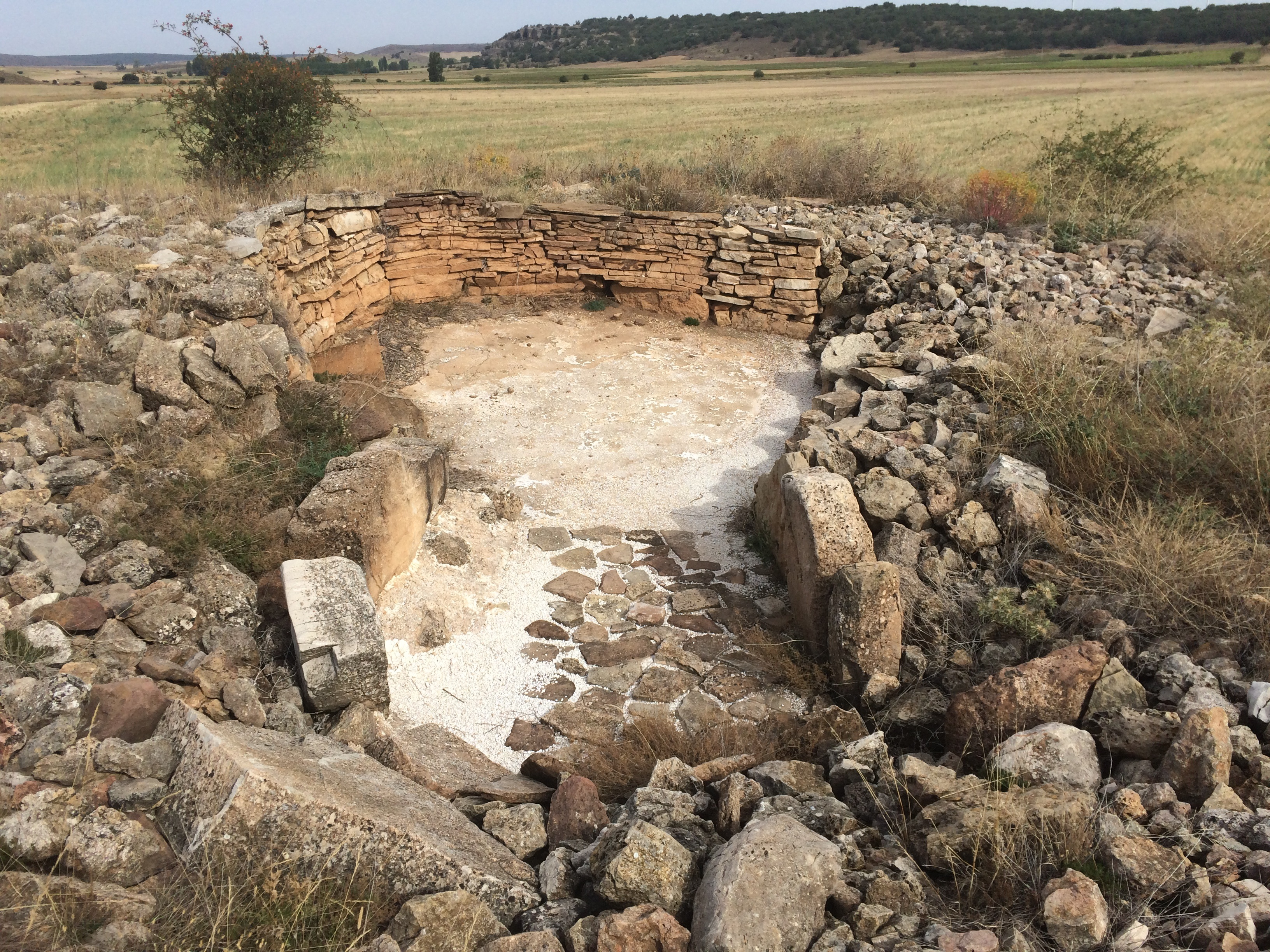
Túmulo de la Sima (al fondo restos de Sima II y delante restos de Sima III, siempre sobre la capa de cal de Sima I).

- a) Sima I (Neolítico Medio, comienzos del IV milenio a. C.): se han excavado los restos de un panteón colectivo en piedra caliza, rodeado por un gran túmulo de piedra. En el panteón se realizaron inhumaciones de cadáveres con sus ajuares. El panteón fue clausurado siguiendo el ritual de una tumba calero que selló el sepulcro bajo una gruesa costra de cal. Esta fase del yacimiento ha sido datada mediante radiocarbono entre los años 3980 y 3940 a. C.[7]

- b) Sima II (Neolítico Final, segundo tercio del IV milenio cal a. C.): generaciones después del incendio y sellado del primer sepulcro y sobre la costra de cal resultante, se construyó un nuevo sepulcro tipo tholos, combinando piedra caliza y arenisca, lo que evidencia que no fue concebido para ser incendiado. El tholos fue recrecido por fuera y se añadió un corredor de acceso que fue destruido. Se han localizado restos del enterramiento de hasta una veintena de individuos, con sus ajuares funerarios  en esta fase del yacimiento. Esta fase del yacimiento ha sido datada mediante radiocarbono entre los años 3665 y 3635 a. C.[7]

- c) Sima III (Calcolítico Campaniforme, c. 2400-2300 a. C.): después de unos mil años, una parte de la tumba volvió a utilizarse. Se reacondicionó el corredor con un suelo de piedra caliza a la entrada al antiguo tholos en donde se inhumaron cuatro o cinco cadáveres con sus ajuares cerámicos y metálicos campaniformes de extraordinaria riqueza. Esta fase del yacimiento ha sido datada mediante radiocarbono entre los años 2460 y 2200 a. C.

Entre este ajuar se localizó una pieza excepcional en el panorama del Campaniforme meseteño y peninsular, clasificado como un vaso de Estilo Marítimo lineal, en técnica incisa, y fragmentos que incluso conservaban en su interior restos de una primitiva cerveza

El yacimiento está catalogado tipológicamente como "monumento/dolmen", figurando en el IACYL (Inventario Arqueológico de Castilla y León) con el número de inventario 42-115-0003-10, declarado en 1995 como Bien de Interés Cultural de Castilla y León, con nivel de protección de "Bien de interés cultural".

### La Tarayuela
Este yacimiento, localizado en las prospecciones de 1997 y 1998, fue el tercero en ser excavado, desarrollándose la campaña durante el verano de 2002. Está situado a unos trescientos metros de la salida de Ambrona en dirección este (coordenadas 41°9'51" N, 2°30'14" O).
La excavación reveló la existencia de un nivel de incendio subyacente a una estructura tumular funeraria análoga a las de los yacimientos de La Peña de la Abuela y del Túmulo de la Sima. La tumba calero neolítica contiene numerosos restos humanos carbonizados. 
Las dataciones radiocarbónicas de los fragmentos de madera carbonizada recuperados en el yacimiento fijan la edad de los restos en el periodo comprendido entre 3780-3650 a. C.

## Poblados y refugios neolíticos

### La Revilla del Campo
Como resultado del trabajo  de campo realizado durante las campañas arqueológicas de 1997, 1998 y 2000 en las proximidades de Ambrona, se descubrió un poblado al aire libre datado al principio de la ocupación humana del Valle de Ambrona en el Neolítico Antiguo (c. 5500 a. C.), según acredita el conjunto de fechas de carbono 14. En este yacimiento se descubrieron una serie de estructuras típicas de este tipo de asentamientos: "campo de hoyos", zanjas, silos, etc. rodeados de dos grandes recintos ovalados datados entre el 5300 y el 5000 a. C. que pudieron tener tanto función práctica (defensiva, contención del ganado...) como ritual.

### La Lámpara
El yacimiento, sito también en las afueras de Ambrona, en dirección al Sur, contiene los restos de lo que fue un poblado al aire libre del Neolítico Antiguo (c. 5500 a. C.) formado por diferentes estructuras (hoyos, silos, etc.) entre los que destaca la tumba individual de una anciana que está acompañada de un rico ajuar, reutilizando el espacio de lo que fue un silo de cereal. En el solar que ocupó este poblado, se construyó unos 1000 años después la "tumba calero" conocida como "Peña de la Abuela".

### El Tormo II
Los yacimientos denominados "El Tormo I" y "El Tormo II", fueron excavados en el paraje del mismo nombre situado en uno de los valles paralelos al arroyo Masegar, que discurre por el centro del Valle de Ambrona, en las proximidades de Fuencaliente de Medinaceli, pedanía de Medinaceli, Soria. En concreto, en "El Tormo II", las excavaciones sacaron a la luz restos de un hábitat al aire libre, de la tipología denominada "campo de hoyos" neolíticos, en concreto de la Edad de Bronce, y de una estructura de combustión circular de la misma época. Los hallazgos permiten a los arqueólogos asociar el tipo de ocupación con el que se ha descrito en el yacimiento del Parpantique en Balluncar, pedanía dentro del término municipal de Almazán, Soria.

### Abrigo de la Dehesa o de Carlos Álvarez

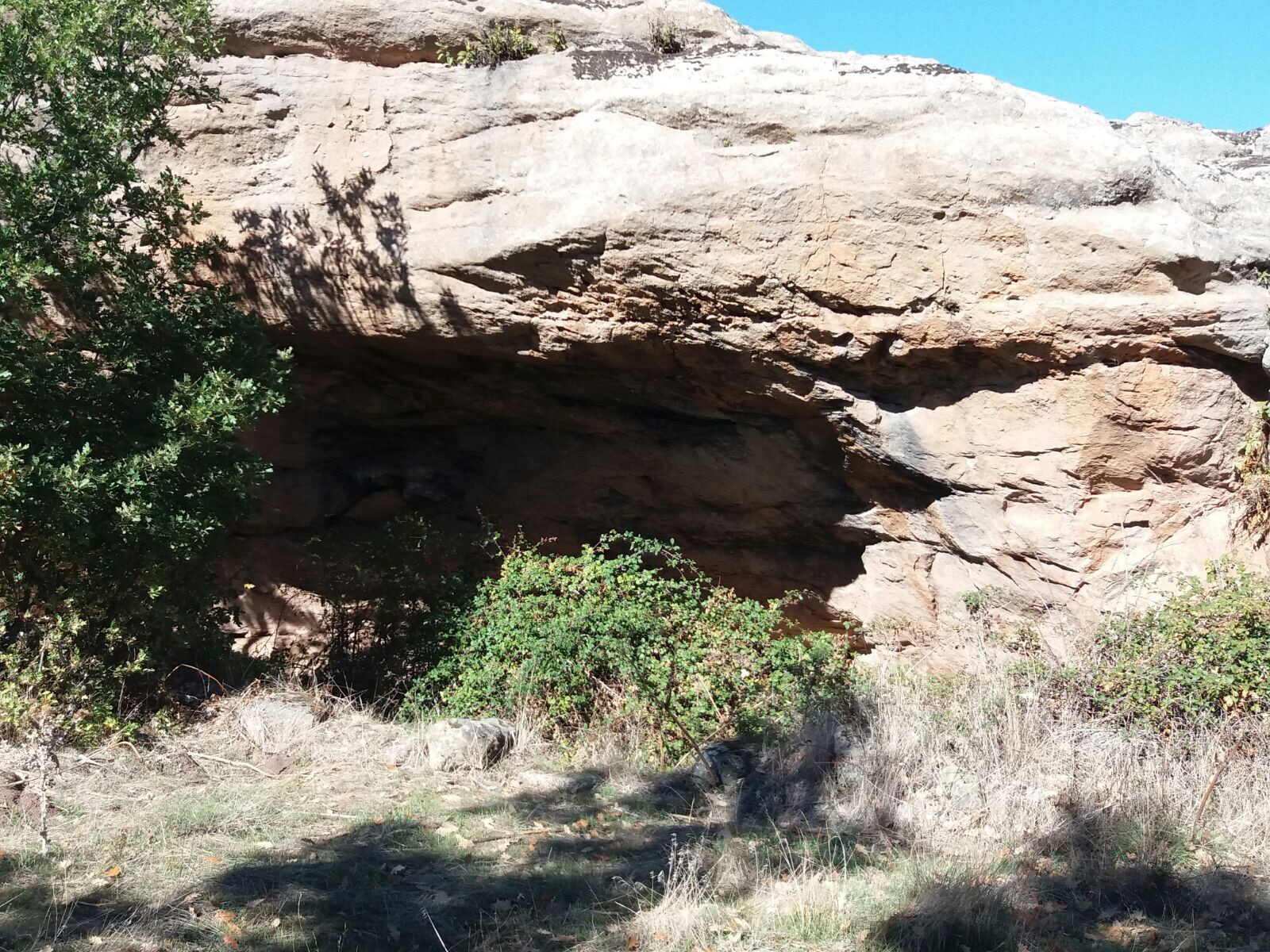
Abrigo de la Dehesa, vista exterior de la cueva.

En otoño de 1997, Carlos Álvarez García, director del Archivo Histórico Provincial de Soria, observó de forma casual, mientras paseaba con un  grupo por la dehesa entre Miño y Conquezuela, unas manchas rojas simulando letras o números sobre la superficie rocosa de un covacho cuya estructura le recordó enseguida la morfología de los abrigos de Valonsadero. 
El 3 de noviembre de 1998 Carlos Álvarez comunicó al arqueólogo Juan A. Gómez-Barrera sus sospechas sobre la posible existencia en el lugar de pinturas rupestres. El 28 de noviembre este último confirmó el descubrimiento en el lugar ya entonces denominado popularmente como "Abrigo de la Dehesa" de pinturas rupestres esquemáticas, dentro de un contexto cronocultural propio del Neolítico y Edad del Bronce, que no presentan una tipología habitual y cuya temática, y posible significación resulta de difícil identificación.
El abrigo consiste en una amplia covacha de unos 15 m de longitud, 2,5 m de altura y 2,5 m de profundidad. Cuenta con interesantes pinturas rupestres, y evidencias de diversas ocupaciones humanas que abarcan desde el Neolítico hasta época romana (Gómez, Rojo y García, 2005). El panel de pinturas principal está en el extremo suroeste del promontorio de arenisca que constituye el abrigo a media altura. 
Existen también dos improntas de manos en positivo en la parte superior de su esquina norte. El análisis
de las pinturas y su comparación con otras muestras del Neolítico antiguo, permiten datarlas en esta etapa (Rojo, Garrido, García y Morán, 2006; Rojo, Garrido y García, 2008). 
Las excavaciones que se realizaron en 2002 y 2003, permitieron la recuperación de un total de 15 668 fragmentos cerámicos y 1420 piezas de sílex fruto de la ocupación del lugar desde el Neolítico antiguo hasta tiempos modernos. Además de algunos testimonios de época medieval y romana, así como material arqueológico del Calcolítico, campaniforme y de la Edad del Bronce.

#### Interpretación de las pinturas rupestres

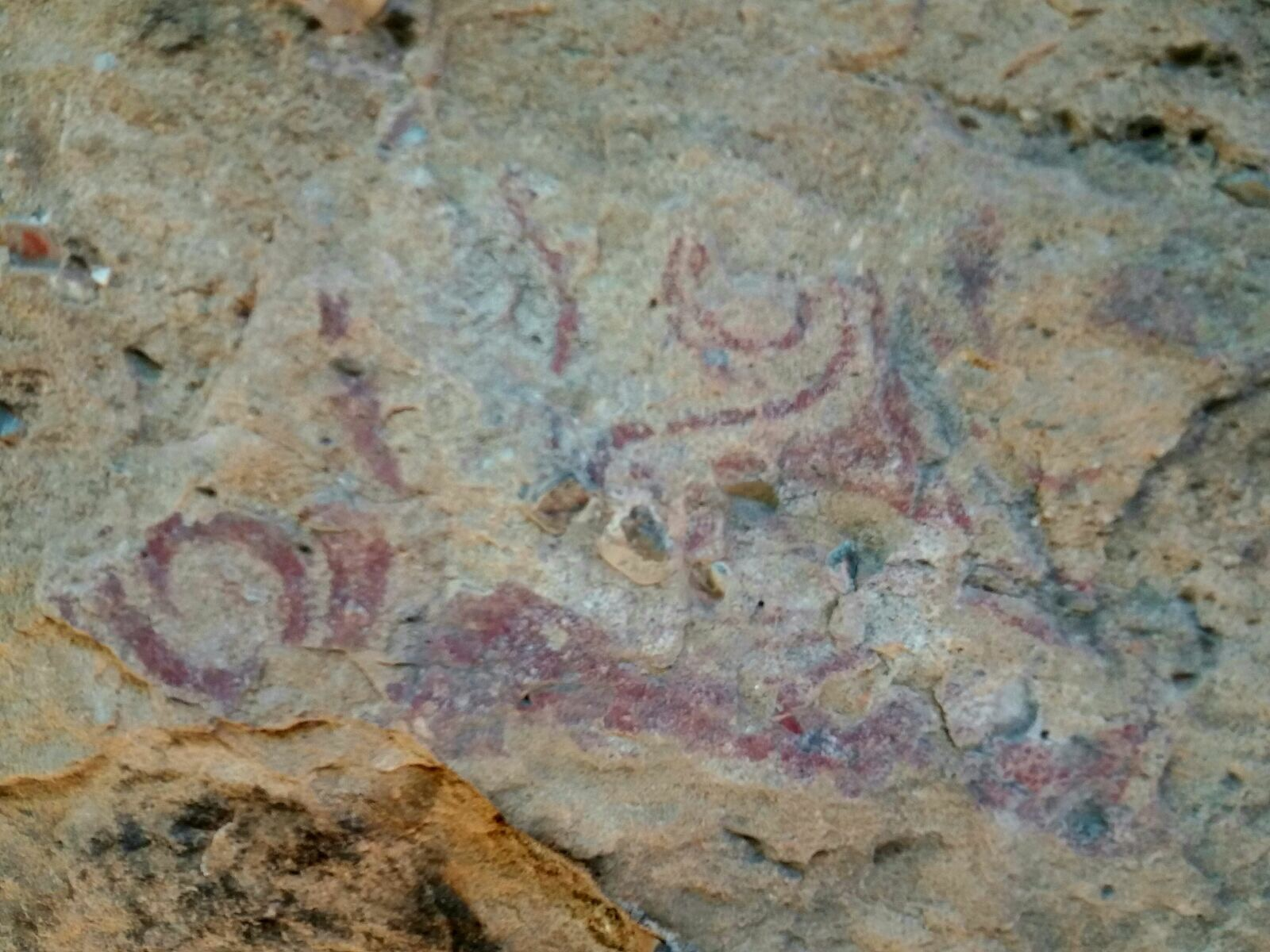
Figura antropomórfica. Abrigo de la Dehesa.

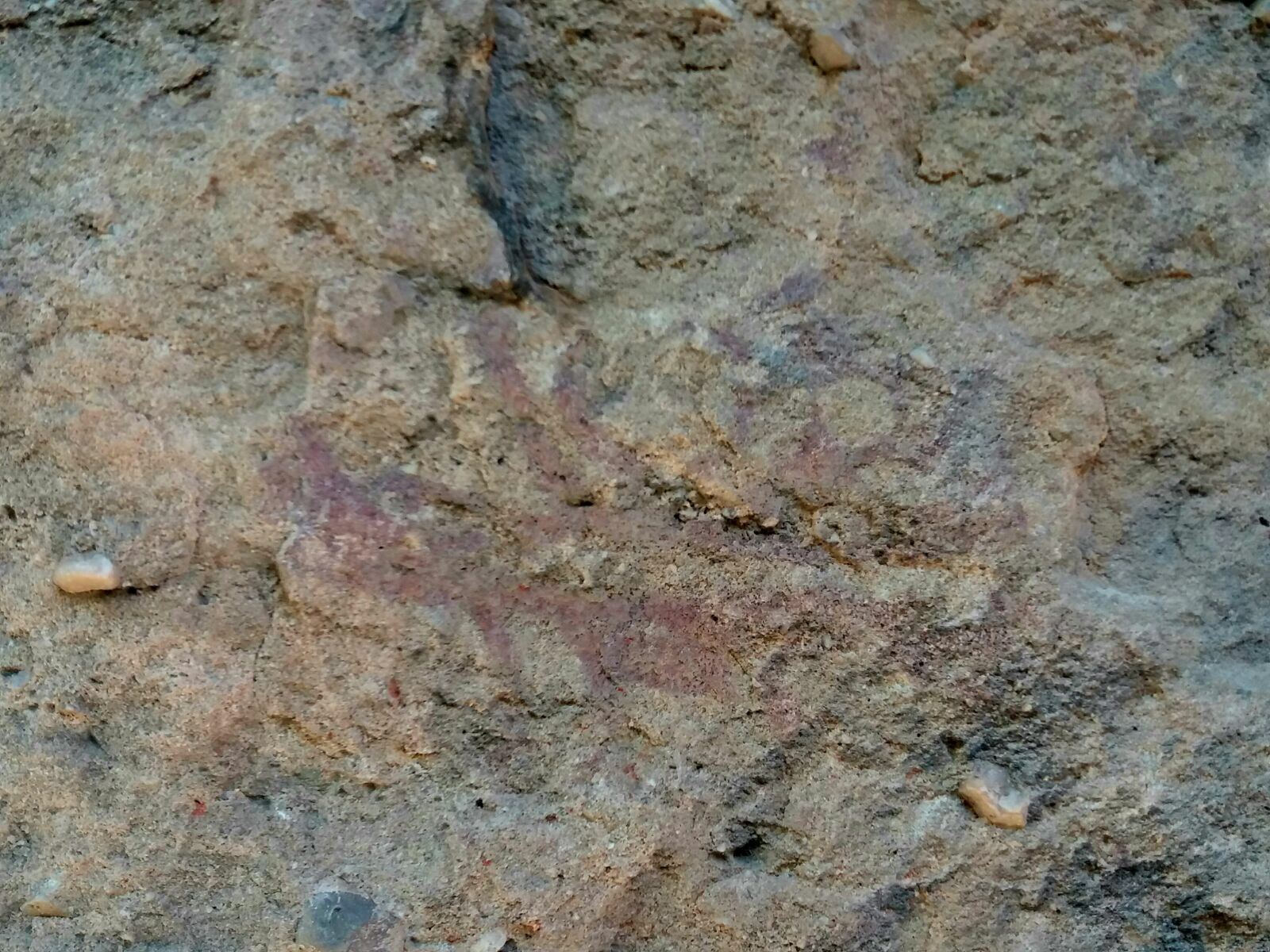
Pintura de posible embarcación. Abrigo de la Dehesa.

A la izquierda de la pared de la cueva, puede observarse nítidamente lo que parece ser macroesquemáticamente la cabeza de un antropomorfo con los brazos alzados extendidos a la izquierda. Suponiendo que la figura no se completara por debajo, ya que se ha desconchado parte de la pintura, el trazo grueso de pintura que se extiende a la derecha podría representar el cuerpo, pudiendo interpretarse que se trate de un difunto en un contexto de ritual funerario. Encima una figura triangular podría ser un trisquel celtíbero esquematizado. A la izquierda de este triángulo los trazos dibujados podrían interpretarse como cuernos. Gómez-Barrera ha sugerido que podría tratarse de un bóvido o ciervo esquematizado.
Adicionalmente, una figura pintada unos doce centímetros a la derecha del antropomorfo descrito en el párrafo anterior, ha sido interpretada por Gómez-Barrera como una posible pequeña embarcación, con dos remos hacia abajo por debajo de la quilla, uno o dos tripulantes y una vela triangular en la parte izquierda, que sería la parte delantera de la nave. 
Aunque hasta su reciente desecación hubo siempre una gran laguna al pie del macizo de roca arenisca por cuya parte superior se extiende la dehesa, por la que podría haberse navegado con una embarcación, Gómez-Barrera sugiere la posibilidad de que se tratara de un transporte místico o espiritual para el alma del difunto representado en la escena de la izquierda.